# 웨스트 밸리 크리스천 스쿨
웨스트 밸리 크리스천 스쿨(West Valley Christian School)은 미국 캘리포니아 주 로스 앤젤레스에 있는 사립 12년제 초중고등학교이다. 1978년 개교되었다.